# Indiara
Indiara is een gemeente in de Braziliaanse deelstaat Goiás. De gemeente telt 13.364 inwoners (schatting 2009).

## Verkeer en vervoer
De plaats ligt aan de radiale snelweg BR-060 tussen Brasilia en Bela Vista. Daarnaast ligt ze aan de wegen GO-164 en GO-320.

## Galerij

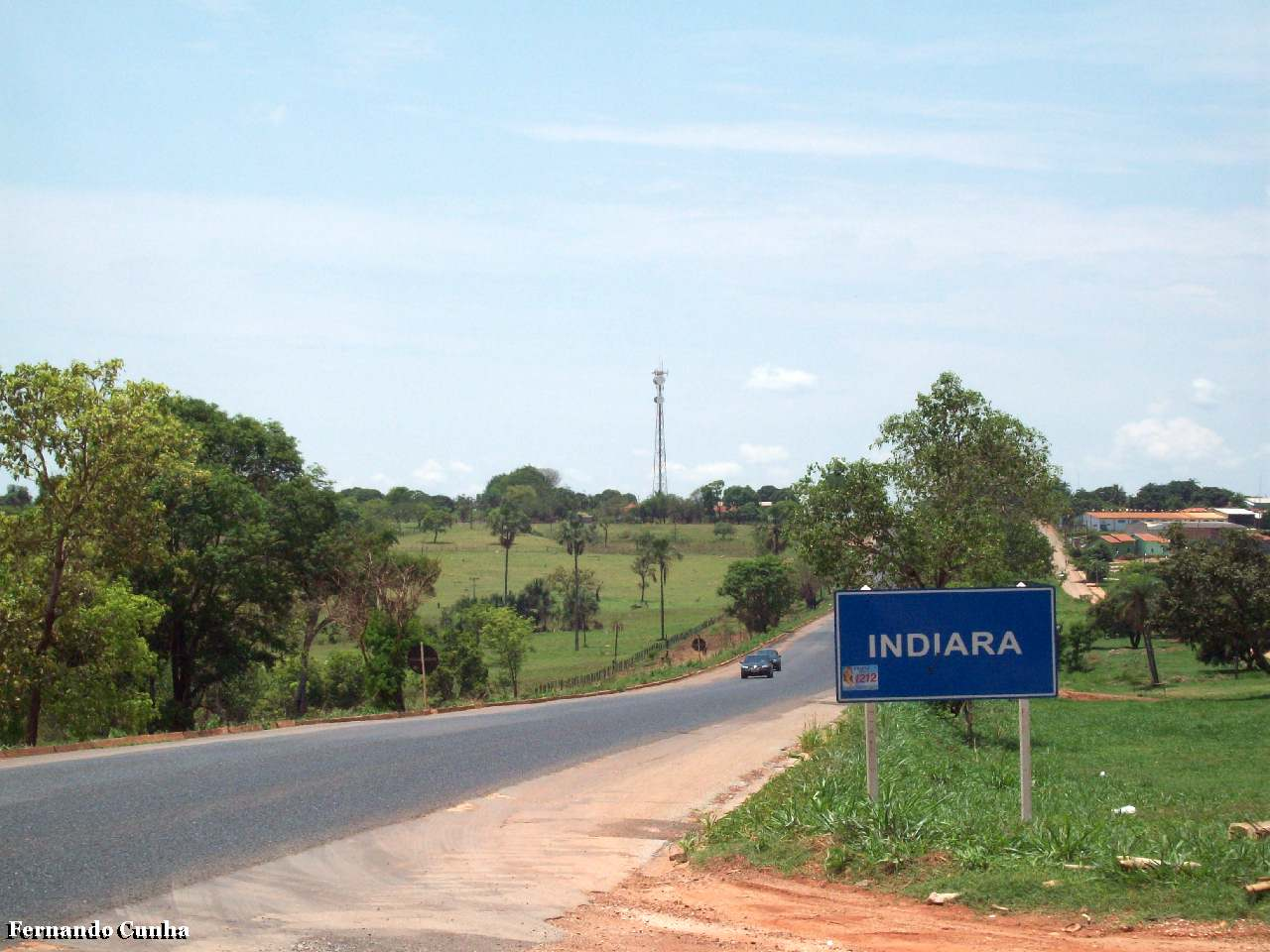
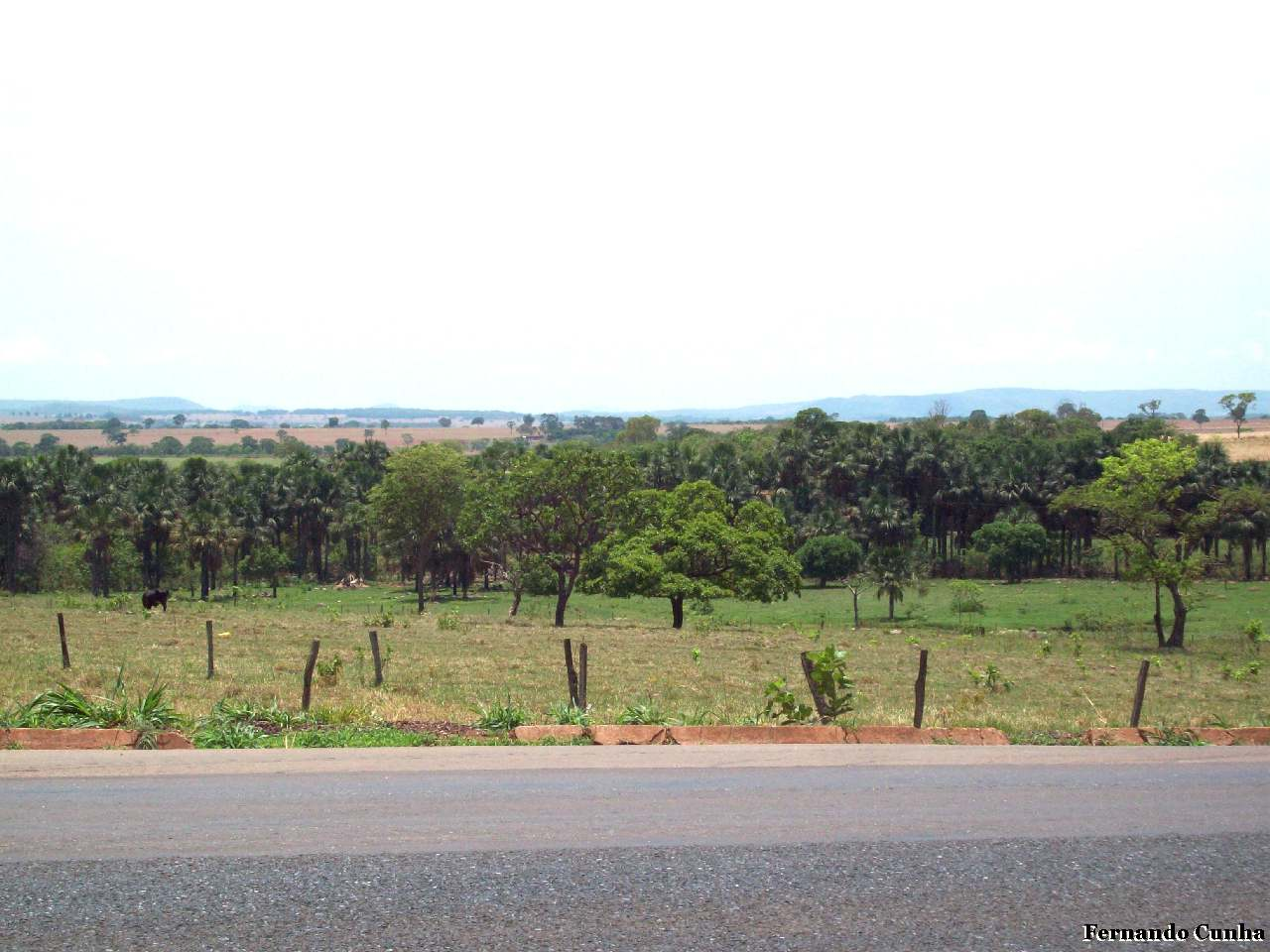
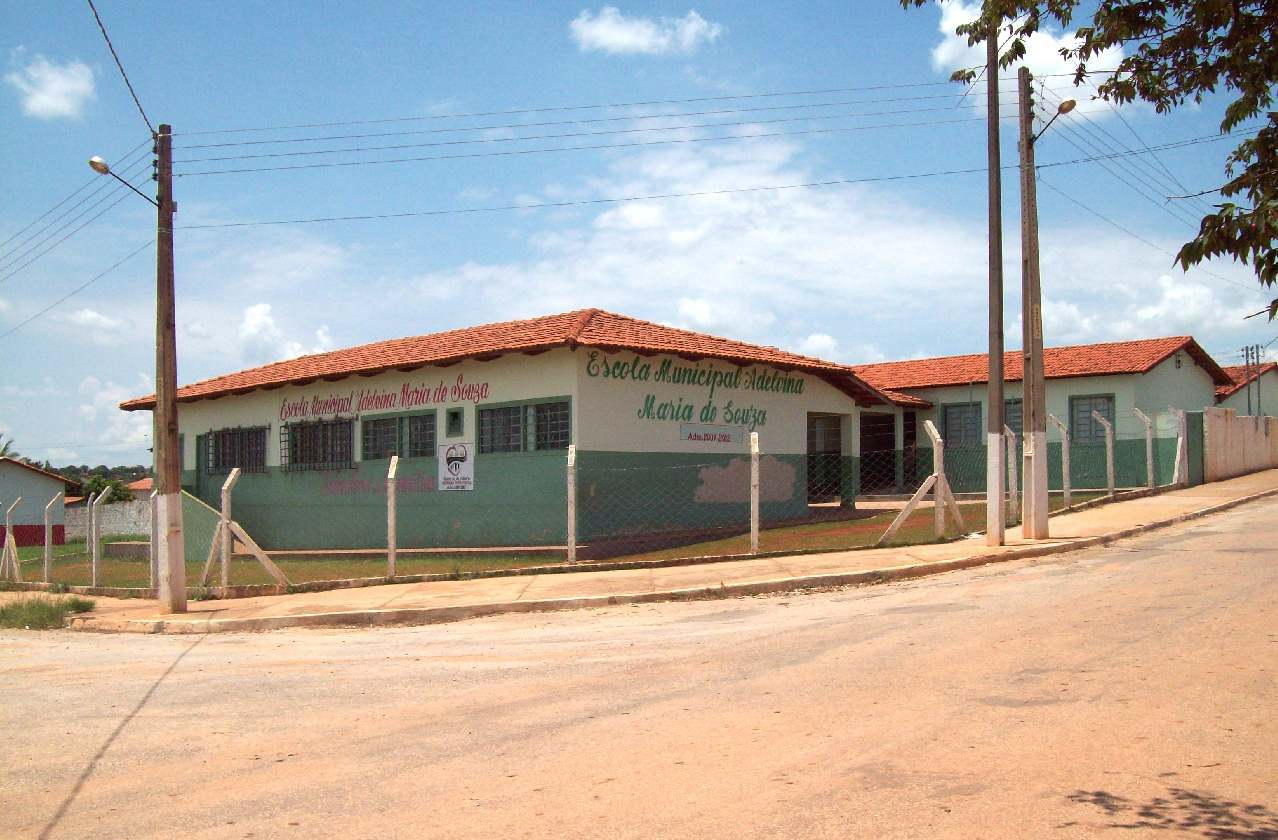